# Ponięcice
Ponięcice est une localité polonaise de la gmina de Rudnik, située dans le powiat de Racibórz en voïvodie de Silésie.

## Histoire
De 1743 à 1945, Ponientzütz fait partie de l'arrondissement de Ratibor (de) dans le district d'Oppeln au sein la province de Silésie